# Victor Louis
Victor Louis (Parigi, 10 maggio 1731 – 2 luglio 1800) è stato un architetto francese.

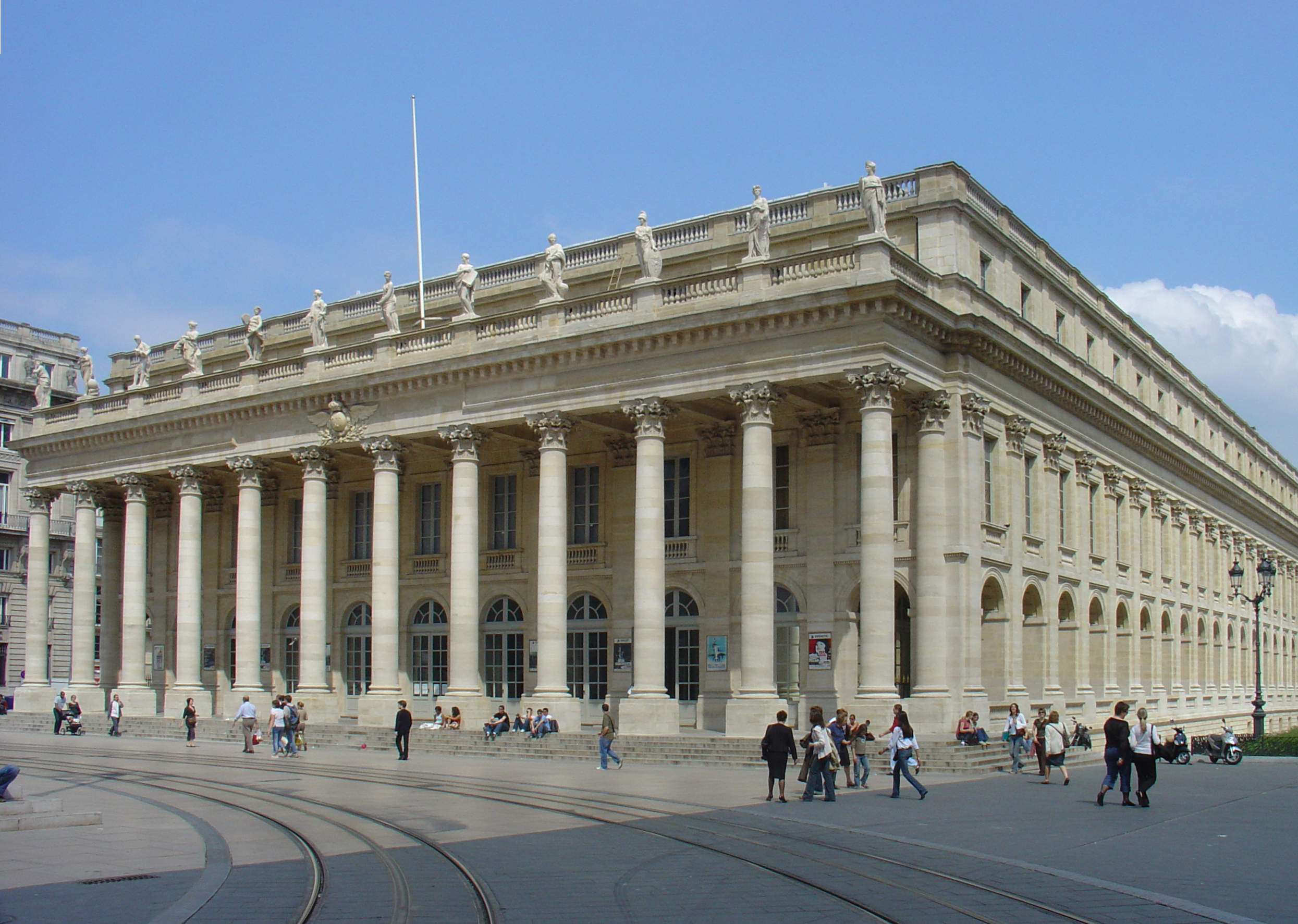
Grand Théâtre, Bordeaux

Esponente del Classicismo settecentesco, fu influenzato da Andrea Palladio e dalle vestigia di Roma antica.
Proprio in Italia, nel 1755, vinse il Prix de Rome indetto dall'Académie française.
Rientrato in Francia, la sua prima opera importante, destinata a rimanere il suo capolavoro, fu il Grand Théâtre di Bordeaux, costruito tra il 1773 ed il 1780. Inoltre edificò il castello di Bouilh, dalla fine del 1786 all'agosto 1789.
Definito come il più bel teatro francese dell'epoca, è costituito da un blocco rettangolare, con una facciata preceduta da dodici grandi colonne corinzie.
Sempre a Bordeaux realizzò alcuni edifici minori, mentre a Parigi lavorò nel Palais-Royal.